# Józef Gęga
Józef Gęga (ur. 20 czerwca 1931 w Rychwałdzie, zm. 9 maja 2012 w Krakowie) – polski metalurg, prof. dr. hab. inż. Akademii Górniczo-Hutniczej im. Stanisława Staszica.
Absolwent Liceum Warsztatowego przy Państwowym Technikum Mechaniczno-Elektrycznym w Bielsku-Białej. Studiował równolegle na Wydziale Metalurgii i Wydziale Maszyn Górniczych i Hutniczych na krakowskiej Akademii Górniczo-Hutniczej. Po ich ukończeniu rozpoczął pracę naukową na uczelni. Doktorat obronił w 1973 awansując na stanowisko adiunkta. Stopień naukowy doktora habilitowanego w zakresie nauk technicznych otrzymał w 1979. Od 1992 roku pracował na stanowisku profesora AGH. W latach 1990–1996 był prodziekanem Wydziału Inżynierii Mechanicznej i Robotyki. Należał do współtwórców działającej przy AGH Szkoły Ochrony i Inżynierii Środowiska im. Walerego Goetla, której był kierownikiem. Był projektantem i specjalistą w zakresie eksploatacji urządzeń ochrony i inżynierii środowiska, w ramach tych prac był autorem nowych technologii i wynalazków. Za pracę dydaktyczną i wkład w rozwój polskiej myśli technicznej wielokrotnie otrzymywał odznaczenia i nagrody, do których należy zaliczyć m.in. Krzyż Kawalerski Orderu Odrodzenia Polski, Złoty Krzyż Zasługi, Złotą Odznakę za Zasługi dla Ziemi Krakowskiej, Złotą Odznakę Za Pracę Społeczną dla Miasta Krakowa, Złotą Odznakę Za Zasługi dla Ochrony Środowiska i Gospodarki Wodnej, Medal Komisji Edukacji Narodowej, Odznakę Honorową Za Zasługi dla Wydziału Maszyn Górniczych i Hutniczych.